# Municipio de Pleasant (condado de Hardin, Ohio)
El municipio de Pleasant (en inglés: Pleasant Township) es un municipio ubicado en el condado de Hardin en el estado estadounidense de Ohio. En el año 2010 tenía una población de 8338 habitantes y una densidad poblacional de 82,93 personas por km².

## Geografía
El municipio de Pleasant se encuentra ubicado en las coordenadas 40°41′6″N 83°35′26″O / 40.68500, -83.59056. Según la Oficina del Censo de los Estados Unidos, el municipio tiene una superficie total de 100.54 km², de la cual 100.5 km² corresponden a tierra firme y (0.04%) 0.04 km² es agua.

## Demografía
Según el censo de 2010, había 8338 personas residiendo en el municipio de Pleasant. La densidad de población era de 82,93 hab./km². De los 8338 habitantes, el municipio de Pleasant estaba compuesto por el 96.33% blancos, el 0.82% eran afroamericanos, el 0.19% eran amerindios, el 0.36% eran asiáticos, el 0.13% eran isleños del Pacífico, el 0.92% eran de otras razas y el 1.25% pertenecían a dos o más razas. Del total de la población el 2.09% eran hispanos o latinos de cualquier raza.